# Japón en los Juegos Olímpicos de Lake Placid 1932
Japón estuvo representado en los Juegos Olímpicos de Lake Placid 1932 por un total de 16 deportistas que compitieron en 5 deportes.  
El equipo olímpico japonés no obtuvo ninguna medalla en estos Juegos.